# Procédé Midrex

Schéma de principe du procédé Midrex.

Le procédé Midrex est un procédé sidérurgique de réduction directe. Avec une production de 44,8 millions de tonnes en 2012, ce procédé représente 60 % de la production mondiale de minerai de fer préréduit.

## Histoire

Évolution de la production de minerai de fer préréduit selon les principaux procédés.

Le procédé Midrex a été inventé par le conglomérat américain Midland-Ross et développé à partir de 1975 par l'entreprise MIDREX Corp., propriétaire des brevets. À partir de 1983, l'entreprise MIDREX Corp. devient une filiale américaine de Kobe Steel.
Économiquement intéressant dans tous les pays riches en gaz naturel, le procédé est un succès, et domine rapidement les procédés concurrents de réduction directe. Il est alors même envisagé comme une alternative au haut fourneau et au four à arc électrique. En Europe, une unité est construite dès le début des années 1970 en Allemagne de l'Ouest, à Hambourg.
En 2013, on recense 70 unités de production Midrex, opérant dans 21 pays.

## Principe de fonctionnement
Pour un article plus général, voir Réduction directe.
Le procédé Midrex est fondé sur le principe d'un réacteur à écoulement piston fonctionnant à contre-courant. Il est donc proche du principe du haut fourneau : le réacteur réalisant la réduction du minerai de fer peut être en fait assimilé à un haut fourneau dépourvu de creuset.
Le gaz réducteur est produit par craquage d'un mélange de gaz naturel et de gaz oxydés issus de la cuve de réduction. Ce craquage est réalisé dans une unité distincte, appelée « reformeur », qui consiste en des tubes chauffés par une partie (environ un tiers) du gaz issu du réacteur. Les réactions s'y déroulent à haute température (vers 1100-1 150 °C), consistent en une thermolyse des composés injectés, pour obtenir un gaz riche en monoxyde de carbone et en dihydrogène :

          CH4 + CO2 → 2 CO + 2 H2

          CH4 + H2O → CO + 3 H2

Une unité de récupération de chaleur assure un bon rendement thermique à l'ensemble. Ce point est essentiel pour limiter la consommation de gaz naturel.

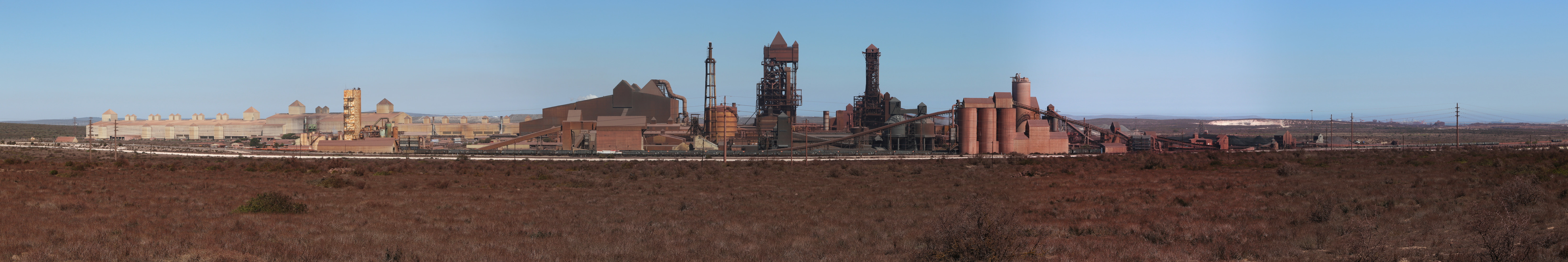
Vue panoramique de l'usine Corex-Midrex de Saldanha, en Afrique du Sud.

Le minerai de fer en petits morceaux ou boulettes est introduit par le haut de ce four à cheminée. À mi-hauteur pénètre au dessus de 900 °C le mélange des gaz réducteurs, qui sont obtenus, selon les réactions précédentes, en présence de catalyseurs, à partir du gaz naturel et du gaz de gueulard purifié. Le rapport théorique entre le monoxyde de carbone CO et le dihydrogène H2 équivaut à 2. La partie supérieure du four est donc une zone de réduction.
Fe2O3 (s) + 3 CO gaz  → 2 Fe solide métal + 3 CO2 gaz carbonique
Fe2O3 (s) + 3 H2 gaz  → 2 Fe solide métal + 3 H2O vapeur d'eau
Le métal réduit poursuit sa descente, parvient dans le contre-courant de la zone froide, marquée par le by-pass du refroidisseur et de la soufflerie d'injection basse vers 30 °C, et quitte le fourneau de la cuve sous forme d'éponge de fer poreuse contenant a minima 95 % en masse de fer et entre 0,4 à 2 % de carbone. Comme indiqué plus haut, l'énergie nécessaire à la création du mélange gazeux et au chauffage de la charge est fournie par la combustion d'un tiers du gaz du gueulard.

## Avantages et inconvénients

### Avantages
L'avantage essentiel des procédés de réduction directe est leur plus faible besoin en investissement. Sur ce point, le Midrex ne coûte que 145 $2000/(Mtpréréduit/an) contre 273 €2010/(Mtfonte/an) pour un haut fourneau… sans usine d'agglomération ni cokerie. Cet avantage, combiné avec la plus faible capacité de production des unités Midrex, rend le procédé attractif pour les sidérurgistes ne souhaitant pas investir dans de gigantesques complexes sidérurgiques. Par ailleurs, à la différence de nombreux procédés de réduction directe, le procédé est techniquement mature, ce qui permet de garantir l'étude de rentabilité.
Un intérêt consécutif à l'utilisation de gaz naturel est la plus faible émission de gaz à effet de serre (0,65 tCO2/tpréréduit contre 1,5 tCO2/tfonte pour un haut fourneau).

### Inconvénients
Bien que la manutention et le traitement des gaz soit assez économique (surtout en comparaison de la construction de cokeries), l'utilisation du gaz naturel ne rend la réduction directe attractive que pour les sidérurgistes disposant de ressources en gaz bon marché. Ce point est essentiel, comme le rappelaient sans ambiguïté en 1998 les sidérurgistes européens :
« Pas de secret, pour être concurrentielle, la réduction directe doit disposer d'un gaz naturel à 2 dollars le gigajoule, la moitié des prix européens. »
— L'Usine nouvelle, septembre 1998, La réduction directe passe au charbon
Un autre inconvénient, spécifique au procédé Midrex, est que le minerai doit être bouleté. Or les boulettes, bien que permettant une meilleure productivité, coûtent, en moyenne, 70 % plus cher que le minerai brut. Ce handicap explique le développement de beaucoup d'autres procédés, notamment ceux fondés sur la fluidisation de minerai broyé.